# Belmonte de Tajo
Belmonte de Tajo ist ein Ort und eine Gemeinde (municipio) mit 1.917 Einwohnern (Stand: 2024) im Südosten der Autonomen Gemeinschaft Madrid. Die Gemeinde gehört zur Kulturlandschaft der Alcarria.

## Lage und Klima
Der ca. 750 m hoch gelegene Ort Belmonte de Tajo liegt etwa 10 km nördlich des Tajo und gut 59 km südöstlich der spanischen Hauptstadt Madrid; die sehenswerte Kleinstadt Chinchón befindet sich nur knapp 9 km westlich. Das Klima im Winter ist gemäßigt, im Sommer dagegen warm bis heiß; die eher geringen Niederschlagsmengen (ca. 455 mm/Jahr) fallen – mit Ausnahme der nahezu regenlosen Sommermonate – verteilt übers ganze Jahr.

## Bevölkerungsentwicklung
| Jahr      | 1857 | 1900  | 1950  | 2001  | 2019  |
| Einwohner | 877  | 1.123 | 1.385 | 1.157 | 1.664 |

Wegen seiner relativen Nähe zum Großraum Madrid ist die Einwohnerzahl der Gemeinde seit den 1990er Jahren deutlich angestiegen.

## Wirtschaft
Die Gemeinde ist immer noch in hohem Maße landwirtschaftlich geprägt; Hauptanbauprodukte sind Oliven, Wein und Weizen.

## Geschichte
Über die frühe Geschichte der Gegend ist kaum etwas bekannt; keltische, römische, westgotische und selbst islamisch-maurische Spuren fehlen. Wahrscheinlich wurde der Ort erst nach der Rückeroberung (reconquista) von Toledo (1085) und Alcalá (1118) im Zusammenhang mit der Politik der Wiederbevölkerung (repoblación) gegründet. Im Jahr 1561 erlangte der Ort die Stadtrechte (villazgo).

## Sehenswürdigkeiten
- Die mit Ausnahme der Strebepfeiler, der Portale und des Glockengeschosses im Turm aus Bruchsteinen errichtete Iglesia de Nuestra Señora de la Estrella entstand im 16. Jahrhundert an der Stelle eines älteren Baus; die einschiffige Kirche verfügt über ein kurzes Querhaus (transept), eine unbelichtete Vierungskuppel und eine polygonal gebrochene Apsis. Im Spanischen Erbfolgekrieg (1701–14) und im Spanischen Bürgerkrieg (1936–39) wurde sie jeweils stark in Mitleidenschaft gezogen. In den Jahren 2010–12 wurde sie umfassend restauriert.[5]
- Die Plaza de la Constitución wurde erst gegen Ende des 19. Jahrhunderts angelegt; sie diente auch als Stierkampfarena (plaza de torros).[6]
- Das Rathaus (ayuntamiento) ist in einem zweigeschossigen Gebäude mit durchgehenden Loggien untergebracht, welche um das Jahr 1900 unter Verwendung von Materialien entstand eines älteren Baus entstand.
- Die Ermita de Nuestra Señora de la Virgen de la ‘O‘ ist ein kleiner kubischer Bau am Ortsrand.[7]